# Puccinia unciniarum
Puccinia unciniarum är en svampart som beskrevs av Dietel & Neger 1896. Puccinia unciniarum ingår i släktet Puccinia och familjen Pucciniaceae.   Inga underarter finns listade i Catalogue of Life.